# Nazionale maschile di cricket dell'Inghilterra
La nazionale di cricket dell'Inghilterra è la squadra nazionale di cricket, posta sotto l'egida del England and Wales Cricket Board. Ha partecipato a tutte le edizioni della Coppa del Mondo di cricket, vincendo il trofeo nel 2019 e perdendo la finale in altre tre occasioni (1979, 1987 e 1992).

## Storia

### Le origini
La prima testimonianza di una squadra con la pretesa di rappresentare l'Inghilterra risale al 9 luglio 1739, quando una squadra "All-England", composta da 11 gentiluomini provenienti da qualsiasi parte dell'Inghilterra, escluso il Kent, giocò contro "l'inconquistabile contea" del Kent e perse con un margine di "pochissimi punti". Tali partite furono ripetute in numerose occasioni per la maggior parte del secolo. 

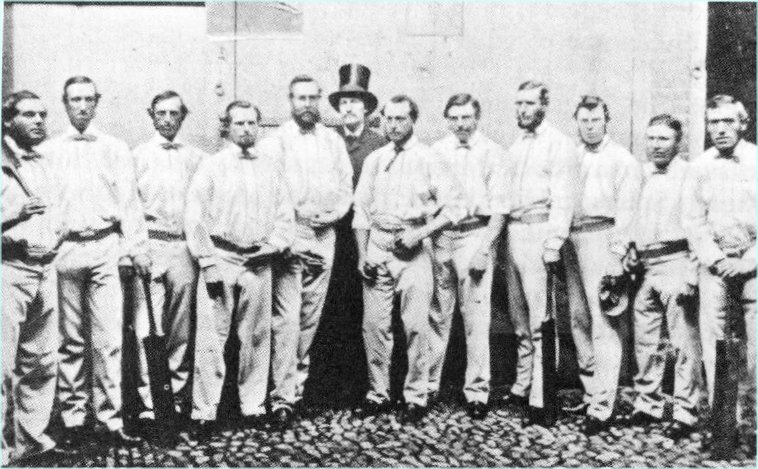
La squadra inglese in Australia nel 1861–62

Il primo tour oltreoceano avvenne nel settembre 1859 con l'Inghilterra in tournée nel Nord America. Con lo scoppio della guerra civile americana, le partite della nazionale inglese abbandonaronoil continente americano. Gli inglesi visitarono l'Australia nel 1861-62, organizzando un tour pensato come iniziativa commerciale dai signori Spiers e Pond, ristoratori di Melbourne. La maggior parte delle partite giocate durante i tour prima del 1877 erano "contro i pronostici", con la squadra avversaria che schierava più di 11 giocatori per rendere la gara più equilibrata. Nel 1876 Australia e Inghilterra giocarono, per la prima volta con lo stesso numero di giocatori, al Melbourne Cricket Round, in quello che è considerato il primo test match della storia, con gli australiani che vinsero di 45 runs.

### La nascita delle Ashes
Nella sfida disputata a partire dal 28 agosto 1882 al The Oval di Londra per la prima volta nella storia la selezione inglese fu sconfitta in casa dalla selezione australiana destando non poco scalpore e delusione nei tifosi inglesi. Ironicamente in quei giorni la rivista Sporting News pubblicò un ironico necrologio per ricordare la "morte" del cricket inglese e il fatto che le ceneri sarebbero state portate in Australia.

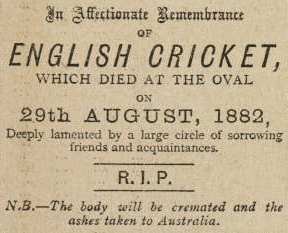
Il necrologio

L'Inghilterra dominò molte di queste prime gare, con l'Inghilterra che vinse la serie Ashes 10 volte tra il 1884 e il 1898.
L'Inghilterra vinse la serie Ashes del 1890 per 2-0, con la terza partita della serie che fu la prima partita di prova ad essere abbandonata. L'Inghilterra perse per 2-1 nella serie 1891-92, sebbene l'Inghilterra riconquistò l'urna l'anno successivo. L'Inghilterra vinse di nuovo la serie 1894-95, vincendo per 3-2 sotto la guida di Andrew Stoddart. Nel 1895-96, l'Inghilterra giocò contro il Sudafrica, vincendo tutti i test della serie.

### I primi anni del XX secolo
L'inizio del XX secolo vide risultati contrastanti per l'Inghilterra, che perse quattro delle otto serie Ashes tra il 1900 e il 1914. Durante questo periodo, l'Inghilterra perse la sua prima serie contro il Sudafrica nella stagione 1905-06 per 4-1, a causa delle forti difficoltà del battitore inglese.

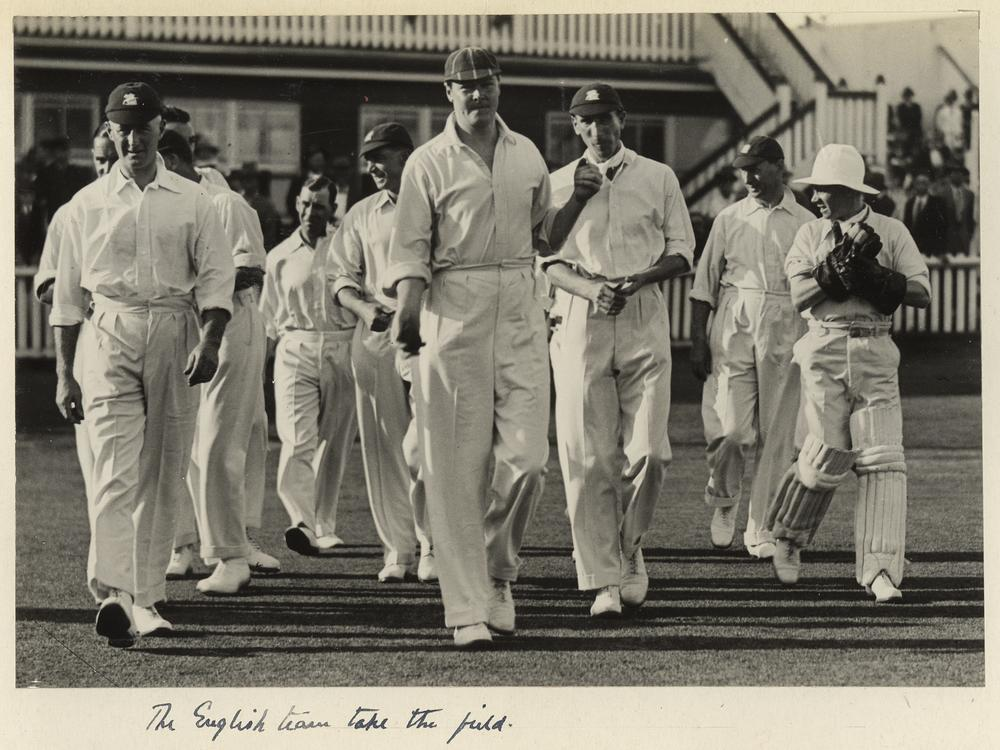
La squadra inglese di cricket al Test match al Brisbane Exhibition Ground nel 1928. L'Inghilterra vinse con un margine record di 675 run.

La stagione del 1912 vide l'Inghilterra prendere parte ad un esperimento unico per l'epoca. Fu organizzato un torneo triangolare di nove prove che coinvolgeva Inghilterra, Sudafrica e Australia. La serie fu ostacolata da un'estate molto umida e da controversie tra i giocatori. Il torneo fu considerato un fallimento, con il Daily Telegraph che criticava le molteplici partite contro il Sud Africa, considerate di scarso interesse. L'Inghilterra dominò il torneo, vincendo quattro delle sei partite. Alla partita tra Australia e Sudafrica a Lord's fu presente anche Giorgio V del Regno Unito, fu la prima volta che un monarca regnante aveva assistito ad una partita di cricket internazionale.

### Il primo dopoguerra
La prima partita dell'Inghilterra dopo la prima guerra mondiale fu disputata nella stagione 1920-21 contro l'Australia. Sentendo ancora gli effetti della guerra, la squadra inglese subì una serie di schiaccianti sconfitte e subì la sua prima whitewash, perdendo la serie 5-0. Le cose non andarono meglio nelle successive serie Ashes, con l'Inghilterra che perse 3-0 nel 1921 e 4-1 nel 1924-25. La squadra inglese tornò a vincere le Ashes solamente nella stagione 1928-29.

Nello stesso anno le Indie Occidentali divennero la quarta nazione a cui fu concesso lo status di Test e giocarono la loro prima partita contro l'Inghilterra. L'Inghilterra vinse tutti e tre i Test per un inning e sulla stampa inglese fu espressa l'opinione che la promozione delle Indie Occidentali fosse un errore. Nella stagione 1929-30 l'Inghilterra andò in due tour contemporanei con una squadra che andò in Nuova Zelanda (a cui era stato concesso lo status di Test all'inizio di quell'anno) e l'altra nelle Indie Occidentali. Nonostante avesse inviato due squadre separate, l'Inghilterra vinse entrambi i tour battendo la Nuova Zelanda 1-0 e le Indie Occidentali 2-1.

### Gli anni 30 del 900 e la sospensione per la seconda guerra mondiale
La serie Ashes del 1930 vide un giovane australiano Don Bradman dominare il tour, segnando 974 punti nei suoi sette inning del test: 254 a Lord's, 334 a Headingley e 232 a The Oval L'Australia riconquistò gli Ashes vincendo la serie 3-1. Come risultato del prolifico punteggio di Bradman, il capitano inglese Douglas Jardine scelse di sviluppare la teoria delle gambe, già esistente nella teoria delle gambe veloci, o bodyline, come tattica per fermare Bradman. La teoria delle gambe veloci prevedeva di lanciare palle veloci direttamente sul corpo del battitore. Utilizzando la teoria della gamba veloce di Jardine, l'Inghilterra vinse la successiva serie Ashes per 4-1, ma le lamentele sulla tattica bodyline causarono disordini tra la folla durante il tour e minacce di azioni diplomatiche da parte dell'Australian Cricket Board. In seguito, Jardine fu rimosso dalla carica di capitano e le leggi del cricket cambiarono, rendendo impossibile applicare la tattica della bodyline.

L'Australia vinse la serie Ashes del 1934 per 2-1 e conservò l'urna per i successivi 19 anni.

Il tour in Sudafrica del 1938-39 vide un altro esperimento, con il test decisivo che era un test senza tempo, giocato quindi fino alla fine. L'Inghilterra era in vantaggio per 1-0 prima dell'ultima partita senza tempo a Durban. Nonostante l'ultimo Test fosse "senza tempo", la partita finì in pareggio dopo 10 giorni poiché l'Inghilterra dovette prendere il treno per prendere la nave per tornare a casa. Furono segnati 1.981 punti, un record, e il concetto di Test senza tempo fu abbandonato.

L'Inghilterra fece un ultimo tour nelle Indie Occidentali nel 1939 prima della sospensione causata dalla seconda guerra mondiale.

### Il secondo dopoguerra
Il test cricket riprese dopo la guerra nel 1946 e l'Inghilterra vinse la sua prima partita contro l'India. Nonostante i buoni risultati ottenuti all'inizio della stagione, la squadra inglese ebbe difficoltà nella serie Ashes del 1946-47, perdendo 3-0 in Australia.

La serie del 1947-48 contro le Indie Occidentali fu un'altra delusione per l'Inghilterra, con la squadra che perse 2-0 a causa degli infortuni di diversi giocatori chiave. L'Inghilterra subì un'ulteriore umiliazione contro la squadra di Bradman nella serie Ashes del 1948.

La storia cambiò nel tour Ashes del 1953, quando gli inglesi vinsero la serie 1-0. L'Inghilterra non perse una serie tra i loro tour australiani del 1950-51 e del 1958-59 e si assicurò una storica vittoria nel 1954-55.

Il 24 agosto 1959, l'Inghilterra inflisse la sua unica imbiancata per 5-0 all'India.

### Anni '60 e '70 del 1900
I primi e la metà degli anni '60 furono periodi magri per il cricket inglese. Nonostante la forza dell'Inghilterra sulla carta, l'Australia vinse più volte le Ashes e le Indie Occidentali dominarono l'Inghilterra nella prima parte del decennio. May si dimise da capitano nel 1961 dopo la sconfitta delle Ashes.
Dal 1968 al 1971 gli inglesi giocarono 27 partite di Test consecutive senza sconfitte, vincendone 9 e pareggiandone 18 (incluso il Test abbandonato a Melbourne nel 1970-71). La striscia iniziò nel secondo test della serie Ashes del 1968 e terminò nel 1971, quando l'India vinse il terzo test all'Oval per quattro wicket.
All'inizio del decennio, la squadra guidata da Ray Illingworth ha dominato il cricket mondiale, vincendo le Ashes in trasferta nel 1971 e poi mantenendole in casa nel 1972.
La metà degli anni '70 fu più turbolenta. Illingworth e molti altri giocatori si erano rifiutati di giocare un tour in India nel 1972-73, il che portò a forti polemiche e al licenziamento di Illingworth.

### Gli anni neri del cricket inglese
La squadra inglese, dopo la fine del contratto di Mike Brearley nel 1980, non si è mai veramente stabilizzata per tutto il decennio, iniziando un periodo che viene ricordato come uno dei punti più bassi nella storia della nazionale. L'Inghilterra raramente è riuscita a battere avversari di un buon livello interazionale per tutto il decennio e non ha ottenuto solo una vittoria casalinga nei test (conto lo Sri Lanka) tra settembre 1985 e luglio 1990.

Nel 1987 la nazionale inglese invertì il trend ai mondiali T50, battendo l'India in semifinale, arrendensosi in finale solamente alla Australia.

Negli anni '90 la situazione del cricket migliorò solo leggermente, a causa della scarsa forma dei battitore nelle partite match, che nei primi decenni degli anni 90 causò storiche sconfitte contro Pakistan e Australia.

Ai mondiali del 1992 l'Inghilterra, nonostante due sconfitte nella fase a giorni, riesce a qualificarsi per la seconda volta consecutiva in finale, perdendo di 22 runs contro il Pakistan.
Nella successiva serie casalinga del 1992 contro il Pakistan, le difficoltà dell'Inghilterra nel bowling divennero evidenti. Nel 1993 il problema era considerato così grave che il capo dell'accademia di cricket inglese, Rod Marsh, si riferiva ai lanciatori inglesi come lanciatori di torte.

Un piccolo raggio di speranza fu la Coppa del Mondo del 1996 in India, Pakistan e Sri Lanka, dove l'Inghilterra raggiunse i quarti di finale ma perse significativamente contro i futuri campioni del mondo dello Sri Lanka.

### La ripartenza
L'Inghilterra dopo i mondiali del 1996 tentò di costruire un nuovo ciclo, con Alec Stewart che divenne il nuovo capitano nel 1998, ma dopo una sconfitta nell'Ashes 1998/99 e una eliminazione precoce anticipato nella Coppa del Mondo 1999 nel turno preliminare dietro il debole Zimbabwe (che divenne la nona nazione a ottenere lo status di Test nel 1992), perse i suoi incarichi di capitano Test e OD.

Alla fine degli anni '90, Irlanda e Scozia si staccarono dalla squadra inglese, creando le rispettive squadre nazionali

Con il cambio del sistema dei contratti nazionali, che diminuirono le partite giocate per le contee e dopo la nomina dell'ex allenatore dello Zimbabwe Duncan Fletcher, l'Inghilterra ha vinto nuovamente 3-1 contro le Indie occidentali nel 2000, dopo 27 anni di sconfitte. I risultati dell'Inghilterra in Asia l'inverno successivo continuarono il trend positivo, vincendo In trasferta in Pakistan e Sri Lanka.

Il 2003 fu invece un anno molto negativo per la nazionale inglese, che perse nettamente contro l'Australia le Ashes e fu inoltre eliminata precocemente nella fase a gironi della Coppa del Mondo 2003 in Sud Africa.

### Le Ashes tornano in Inghilterra
Nell'ultimo triennio del 2003 Michael Vaughan ha assunto l'incarico di allenatore e i giocatori sono stati incoraggiati a mettersi a disposizione per la squadra nazionale. Il primo successo dell'Inghilterra arrivò nel Champions Trophy del 2004, quando la nazionale inglese arrivò seconda dietro alle Indie occidentali.

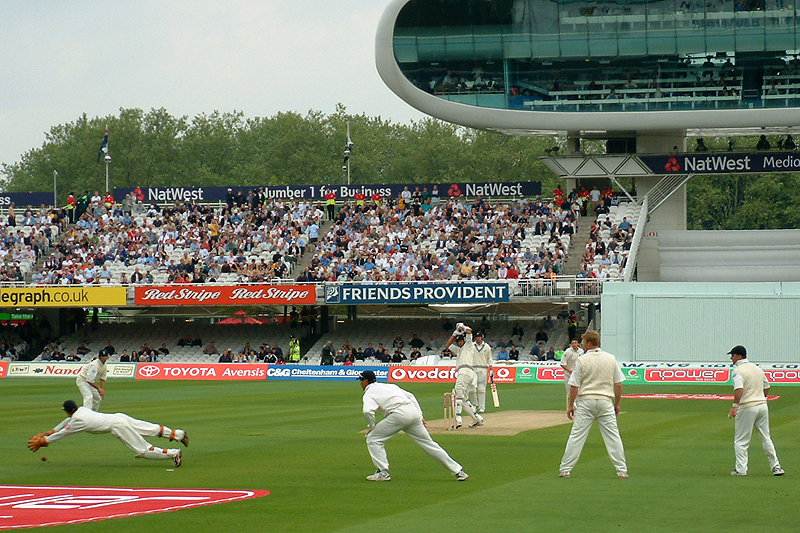
Inghilterra-Nuova Zelanda a Lord's nel 2004

Nel giugno 2005, l'Inghilterra ha giocato il suo primo Twenty20 International (T20I), vincendo contro l'Australia per 100 punti. Nello stesso anno, la squadra vinse sorprendentemente gli Ashes del 2005 contro l'Australia 2-1, reclamando l'urna per la prima volta in 16 anni dopo averla ceduta nel 1989. L'urna fu persa nuovamente nella edizione successiva del 2006-2007, dove nonostante le aspettative fossero molto elevate, l'Inghilterra perse per 5-0,subendo il primo whitewash dopo 86 anni. 

Nel 2007 l'Inghilterra affronta due mondiali deludenti: nel mondiale ODI l'Inghilterra viene eliminata nel turno intermedio, vincendo solo con team associati e il debole Sri Lanka, mentre nella Coppa del Mondo T20 viene eliminato al Super8.
Nel 2009, dopo una lunga serie di pareggi, l'Inghilterra riuscì a vincere nell'ultimo match le Ashes, battendo gli australiani al The Oval.

### I problemi nei format ad over limitati
Dopo una serie di test pareggiata in Sud Africa, l'Inghilterra ha vinto il suo primo torneo internazionale quando ha vinto il World Twenty20 del 2010 con una vittoria di sette wicket sull'Australia alle Barbados. 
Nel 2011 L'Inghilterra vinse l'Ashes 2010–11 3–1 conservando l'urna, che fu anche la prima vittoria dell'Inghilterra in Australia in 24 anni. Durante gli Ashes, l'Inghilterra ha ottenuto tre vittorie per un inning ciascuna: questa è stata la prima volta che una squadra ospite ha ottenuto tre vittorie per un inning nella stessa serie di test.

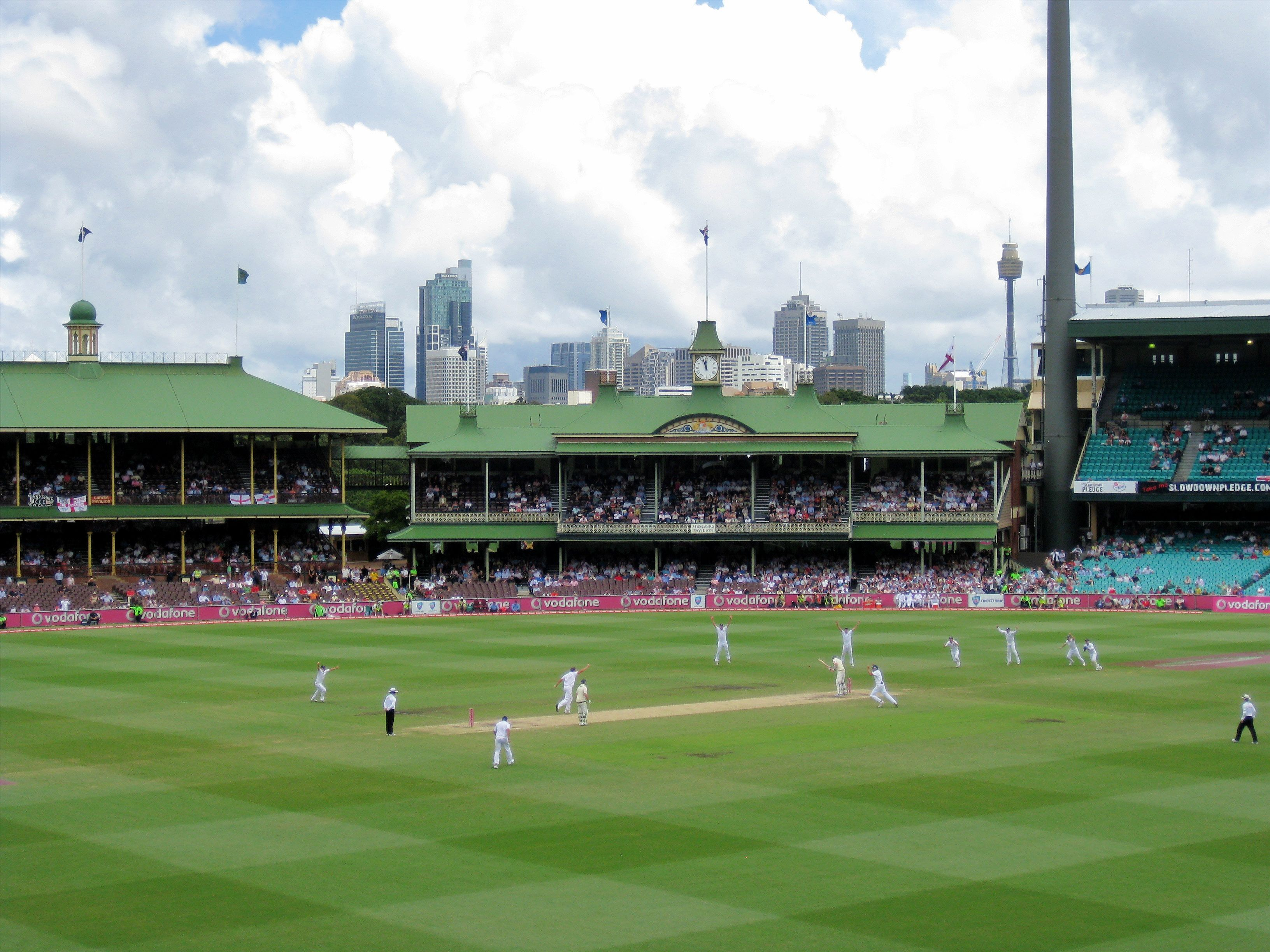
I giocatori inglesi festeggiano in campo quando Chris Tremlett conquista il wicket vincente nella serie Ashes 2010-11 allo SCG

Durante la Coppa del Mondo 2011 in Bangladesh, India e Sri Lanka, l'Inghilterra non è riuscita a ripetere i risultati del Test cricket. Dopo aver battuto il Sudafrica e pareggiato contro i futuri campioni dell'India, l'Inghilterra ha subito sconfitte a sorpresa contro Irlanda e Bangladesh, prima di perdere contro lo Sri Lanka nei quarti di finale. Lo stesso anno, l'Inghilterra continuò con le grandi prestazioni nel test cricket, battendo 4-0 l'India.

Nel 2012, ai Mondiali T20 la squadra inglese viene eliminata al secondo turno, riuscendo a battere solamente Afganistan e Nuova Zelanda.

### Il cammino verso la vittoria del mondiale
Dopo aver terminato il Champions Trophy 2013 al secondo posto contro l'India, l'Inghilterra ha giocato due serie consecutive di Ashes contro l'Australia. Una vittoria casalinga per 3-0 ha regalato all'Inghilterra l'urna per la quarta volta in cinque serie di test. Tuttavia, la squadra ha perso 0–5 nella serie di ritorno, subendo un whitewash.

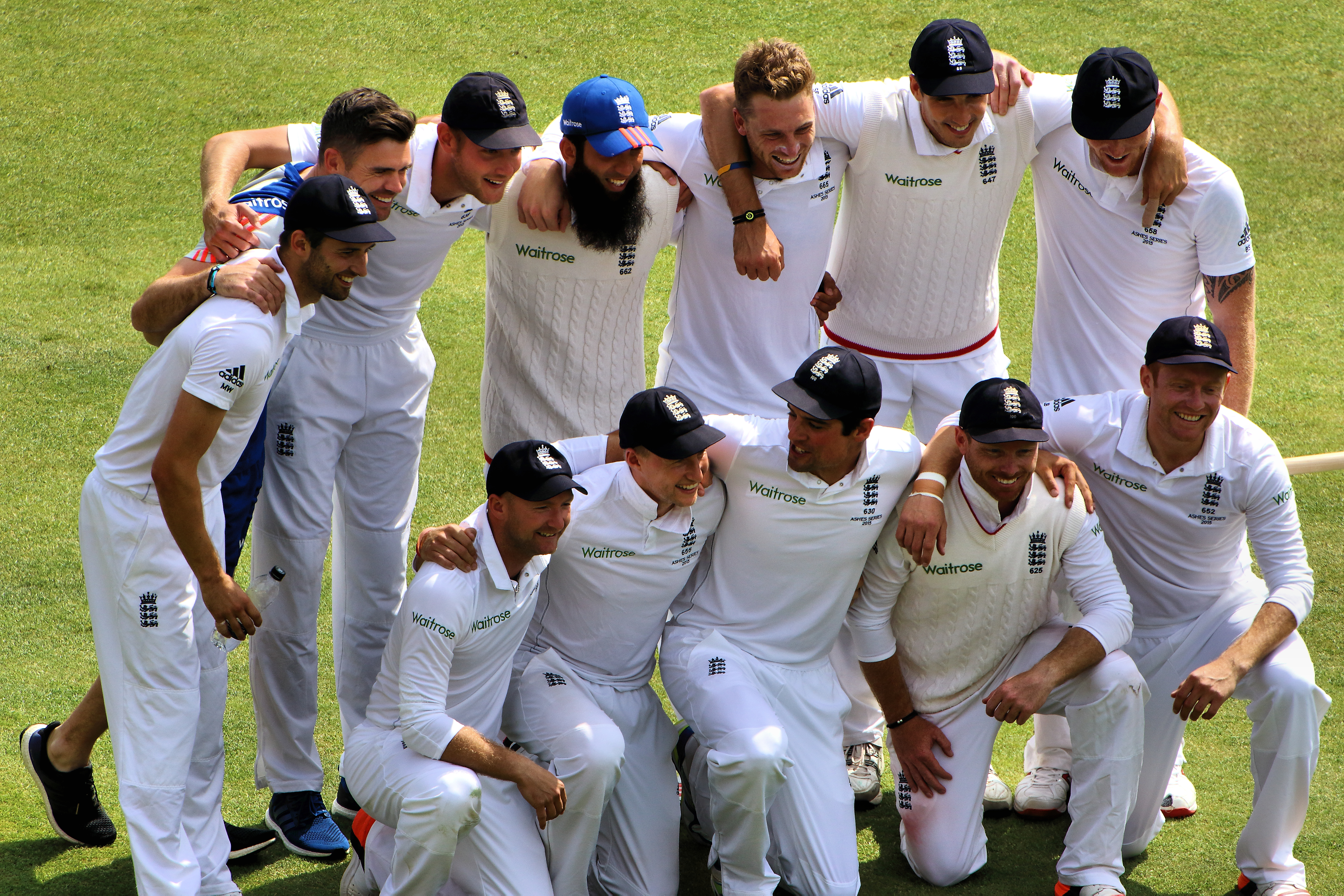
La squadra inglese festeggia la vittoria sull'Australia nella serie Ashes del 2015

Nel 2014 l'Inghilterra subì una cocente eliminazione alla Coppa del Mondo T20, venendo eliminata al Super 10. L'anno successivo, la nazionale dei tre leoni non ebbe fortuna migliore alla Coppa del Mondo ODI, dove non riuscì nemmeno a qualificarsi ai quarti di finale. Nell'estate 2015 l'Inghilterra riesce a vincere le Ashes series 3–2.

Ai Mondiali T20 del 2016, la squadra inglese torna a giocare la fase finale di una competizione internazionale ad over limitati, vincendo in semifinale contro la Nuova Zelanda, arrendendosi in finale per 4 wickets contro le Indie Occidentali.
In vista della Coppa del Mondo 2019, l’Inghilterra ospitante era considerata una delle favorite dopo aver guidato la classifica mondiale ODI per più di un anno. Tuttavia, le sorprendenti sconfitte contro Pakistan e Sri Lanka nella fase a gironi hanno lasciato i padroni di casa in seri problemi, con l'Inghilterra che ha dovuto vincere le ultime due partite contro India e Nuova Zelanda per qualificarsi alle semifinali. 

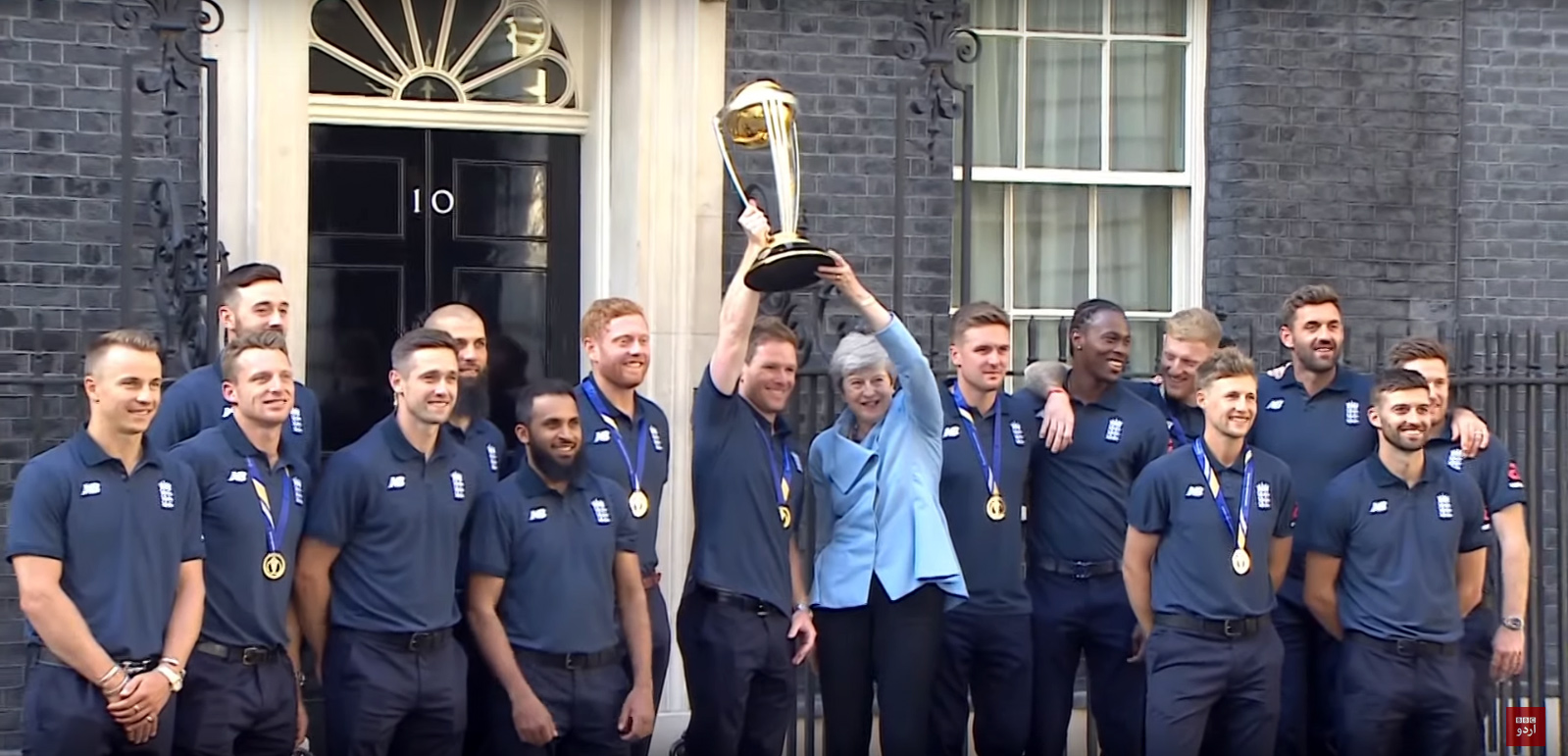
La squadra inglese celebra il successo della Coppa del Mondo di cricket del 2019 al 10 di Downing Street con Theresa May

 L'Inghilterra è riuscita a continuare il torneo e, dopo aver sconfitto l'Australia in semifinale a Edgbaston con otto wicket, la squadra inglese ha raggiunto la finale per la prima volta dal 1992. La finale contro la Nuova Zelanda al Lord's è considerata una delle partite di cricket più drammatiche di sempre ed è descritta da alcuni come il "miglior ODI nella storia del cricket". Dopo che sia la partita che il successivo Super Over si sono conclusi con un pareggio, l'Inghilterra ha iniziato la finale con 14 punti in meno della Nuova Zelanda. L'Inghilterra ha vinto la finale segnando più fuoricampo della Nuova Zelanda durante la partita e ha vinto il suo primo titolo mondiale, dopo 3 finali perse.

### Le stagioni dopo la vittoria del mondiale
Nel Super 12 della Coppa del Mondo T20 2021 in Oman e negli Emirati Arabi Uniti, l'Inghilterra ha concluso il girone al primo posto, raggiungendo le semifinali, dove hanno perso contro la Nuova Zelanda per cinque wicket.

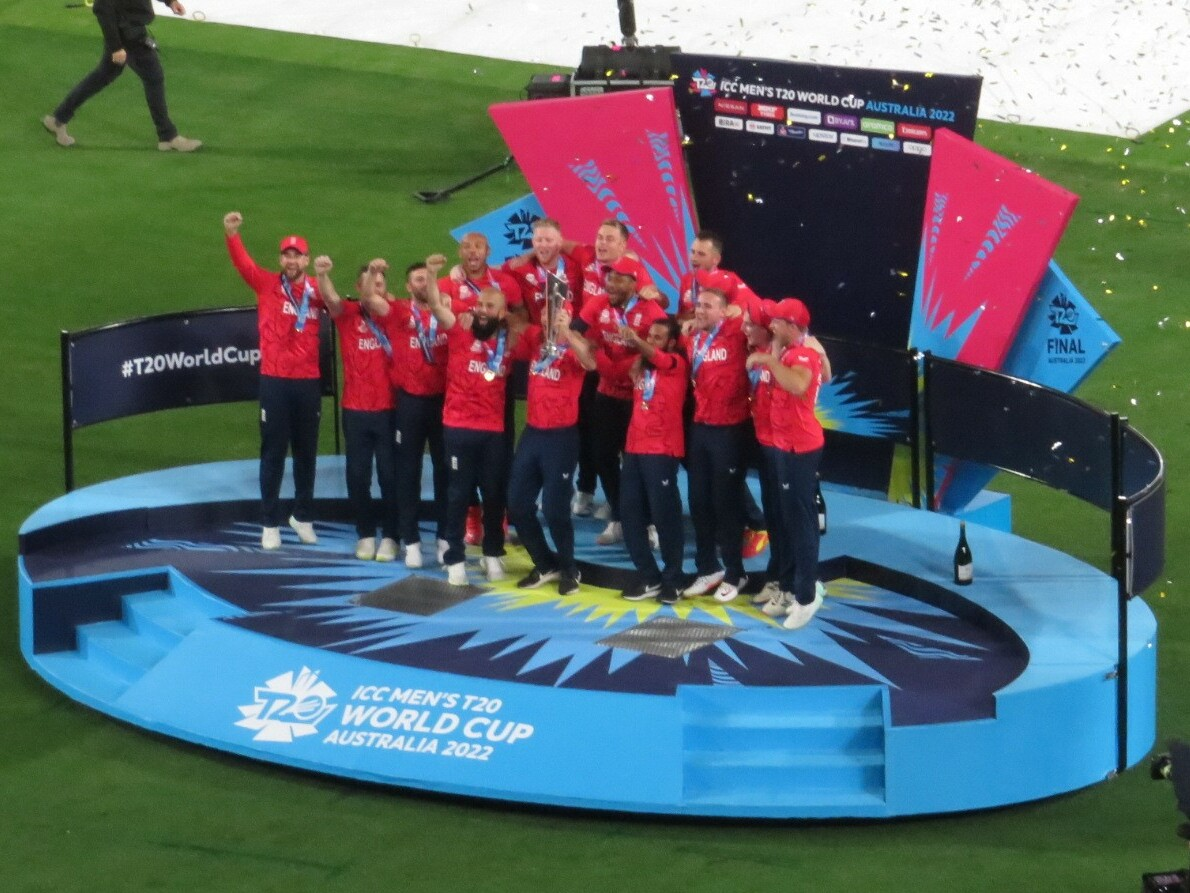
I giocatori dell'Inghilterra festeggiano la vittoria con il trofeo della Coppa del Mondo T20

Nel 2022 la squadra inglese giocò i mondiali T20 concludendo la fase a gironi al primo posto è hanno raggiunto le semifinali, dove hanno sconfitto l'India per dieci wicket. In finale, l'Inghilterra ha sconfitto il Pakistan con cinque wicket vincendo la sua seconda Coppa del Mondo T20. La squadra di sua maestà è diventata la prima squadra nazionale maschile a detenere contemporaneamente i titoli della Coppa del mondo di cricket e della Coppa del mondo T20.
L'Inghilterra è arrivata quarta sia nel Campionato mondiale di test 2019-2021 che nel Campionato mondiale di test 2021-2023. Nel 2023, alla Coppa del Mondo 2023 in India, i campioni in carica sono stati eliminati nella fase a gironi. Alla Coppa del Mondo T20 del 2024 nelle Indie occidentali e negli Stati Uniti, i campioni in carica si sono qualificati alle semifinali, dove subito una sconfitta contro l'India.
Nel 2025 la nazionale inglese, nei mesi di gennaio e febbraio, effettua un tour in India che prevede 8 partite, sia nei format ODI che T20. Gli indiani vincono la serie T20 per 4-1, con gli inglesi capaci di imporsi solamente nella partita giocata a Rajkot. Dal 19 febbraio al 9 marzo in Pakistan, gli inglesi prendono parte all'ICC Champions Trophy , venendo inserito nel gruppo A e venendo eliminato nella fase a gironi, terminando all'ultimo posto nel girone, perdendo tutte le partite contro Australia, Sudafrica e Afghanistan. Nel maggio dello stesso anno l'Inghilterra ospita, dal 22 al 24 maggio, un test match internazionale contro lo Zimbabwe al Trent Bridge di Nottingham, vincendo di un e 45 runs. Dal 29 maggio al 10 giugno la nazionale inglese ha ospitato un tour delle Indie Occidentali, vincendo per 3-0 sia la serie ODI che la serie T20I.

## Albo d'oro

### ICC World Test Championship
| Anno      | Round  | Pos.   | GP | W  | L  | D | NR |
| --------- | ------ | ------ | -- | -- | -- | - | -- |
| 2019-2021 | Gironi | 4/9    | 21 | 11 | 7  | 3 | 0  |
| 2021-2023 | Gironi | 4/9    | 22 | 10 | 8  | 4 | 0  |
| 2023-2025 | Gironi | 5/9    | 22 | 11 | 10 | 1 | 0  |
| 2025-2027 | TBD    | TBD    | 3  | 2  | 1  | 0 | 0  |
| Totale    | Totale | Totale | 68 | 34 | 26 | 8 | 0  |

### Coppa del Mondo di cricket
| Anno   | Round            | Pos.   | GP | W  | L  | T | NR |
| ------ | ---------------- | ------ | -- | -- | -- | - | -- |
| 1975   | Semifinale       | 3/8    | 4  | 3  | 1  | 0 | 0  |
| 1979   | Finalista        | 2/8    | 5  | 4  | 1  | 0 | 0  |
| 1983   | Semifinale       | 3/8    | 7  | 5  | 2  | 0 | 0  |
| 1987   | Finalista        | 2/8    | 8  | 5  | 3  | 0 | 0  |
| 1992   | Finalista        | 2/9    | 10 | 6  | 3  | 0 | 1  |
| 1996   | Quarti di finale | 8/12   | 6  | 2  | 4  | 0 | 0  |
| 1999   | Gironi           | 8/12   | 5  | 3  | 2  | 0 | 0  |
| 2003   | Gironi           | 9/14   | 6  | 3  | 3  | 0 | 0  |
| 2007   | Super 8          | 5/16   | 9  | 5  | 4  | 0 | 0  |
| 2011   | Quarti di finale | 7/14   | 7  | 3  | 3  | 1 | 0  |
| 2015   | Gironi           | 10/14  | 6  | 2  | 4  | 0 | 0  |
| 2019   | Campioni         | 1/10   | 11 | 8  | 3  | 0 | 0  |
| 2023   | Gironi           | 7/10   | 9  | 3  | 6  | 0 | 0  |
| Totale | Totale           | Totale | 93 | 52 | 39 | 1 | 1  |

### Coppa del Mondo T20 maschile di cricket
| Anno   | Round      | Pos.   | GP | W  | L  | T | NR |
| ------ | ---------- | ------ | -- | -- | -- | - | -- |
| 2007   | Super 8    | 7/12   | 5  | 1  | 4  | 0 | 0  |
| 2009   | Super 8    | 6/12   | 5  | 2  | 3  | 0 | 0  |
| 2010   | Campione   | 1/12   | 7  | 5  | 1  | 0 | 1  |
| 2012   | Super 8    | 6/12   | 5  | 2  | 3  | 0 | 0  |
| 2014   | Super 10   | 7/16   | 4  | 1  | 3  | 0 | 0  |
| 2016   | Finalista  | 2/16   | 6  | 4  | 2  | 0 | 0  |
| 2021   | Semifinale | 4/16   | 6  | 4  | 2  | 0 | 0  |
| 2022   | Campione   | 1/16   | 7  | 5  | 1  | 0 | 1  |
| 2024   | Semifinale | 4/20   | 8  | 4  | 3  | 0 | 1  |
| Totale | Totale     | Totale | 56 | 30 | 23 | 0 | 3  |

### ICC Champions Trophy
| Anno   | Round         | Pos.   | GP | W  | L  | T | NR |
| ------ | ------------- | ------ | -- | -- | -- | - | -- |
| 1998   | Quarter-final | 5/9    | 1  | 0  | 1  | 0 | 0  |
| 2000   | Quarter-final | 7/11   | 1  | 0  | 1  | 0 | 0  |
| 2002   | Pool stage    | 6/12   | 2  | 1  | 1  | 0 | 0  |
| 2004   | Finalista     | 2/12   | 4  | 3  | 1  | 0 | 0  |
| 2006   | Gironi        | 7/10   | 3  | 1  | 2  | 0 | 0  |
| 2009   | Semifinale    | 4/8    | 4  | 2  | 2  | 0 | 0  |
| 2013   | Finalista     | 2/8    | 5  | 3  | 2  | 0 | 0  |
| 2017   | Semifinale    | 3/8    | 4  | 3  | 1  | 0 | 0  |
| 2025   | Fase a gironi | 8/8    | 3  | 0  | 3  | 0 | 0  |
| Totale | Totale        | Totale | 27 | 13 | 14 | 0 | 0  |

### Giochi olimpici
| Anno        | Round    | Pos.   | GP | W | L | T | NR |
| ----------- | -------- | ------ | -- | - | - | - | -- |
| Parigi 1900 | Campione | 1º     | 1  | 1 | 0 | 0 | 0  |
| Totale      | Totale   | Totale | 1  | 1 | 0 | 0 | 0  |

## Statistiche
Partite internazionali – Inghilterra
Aggiornato al 14 luglio 2025.
| Record                  |      |     |     |     |      |
| Format                  | M    | W   | L   | T   | D/NR |
| Test matches            | 1087 | 403 | 274 | 355 | 0    |
| One-Day Internationals  | 814  | 406 | 368 | 9   | 31   |
| Twenty20 Internationals | 207  | 108 | 89  | 2   | 8    |

### Test match
Aggiornato al 14 luglio 2025 
| Nazionale         | P               | W               | L               | T               | NR              |
| vs Full Members   | vs Full Members | vs Full Members | vs Full Members | vs Full Members | vs Full Members |
| ----------------- | --------------- | --------------- | --------------- | --------------- | --------------- |
| Australia         | 361             | 152             | 97              | 0               | 0               |
| Bangladesh        | 10              | 9               | 1               | 0               | 0               |
| India             | 139             | 53              | 36              | 50              | 0               |
| Indie Occidentali | 166             | 54              | 59              | 53              | 0               |
| Irlanda           | 2               | 2               | 0               | 0               | 0               |
| Nuova Zelanda     | 115             | 54              | 14              | 47              | 0               |
| Pakistan          | 92              | 30              | 23              | 39              | 0               |
| Sudafrica         | 156             | 66              | 35              | 55              | 0               |
| Sri Lanka         | 39              | 19              | 9               | 11              | 0               |
| Zimbabwe          | 7               | 4               | 0               | 3               | 0               |
| Totale            | 1087            | 403             | 274             | 355             | 0               |

### ODI
Aggiornato al 4 giugno 2025 
| Nazionale            | P               | W               | L               | T               | NR              |
| vs Full Members      | vs Full Members | vs Full Members | vs Full Members | vs Full Members | vs Full Members |
| -------------------- | --------------- | --------------- | --------------- | --------------- | --------------- |
| Afghanistan          | 4               | 2               | 2               | 0               | 0               |
| Australia            | 162             | 65              | 92              | 2               | 3               |
| Bangladesh           | 25              | 20              | 5               | 0               | 0               |
| India                | 110             | 44              | 61              | 2               | 3               |
| Indie Occidentali    | 111             | 57              | 48              | 0               | 6               |
| Irlanda              | 15              | 11              | 2               | 0               | 2               |
| Nuova Zelanda        | 96              | 44              | 45              | 3               | 4               |
| Pakistan             | 92              | 57              | 32              | 0               | 3               |
| Sudafrica            | 71              | 30              | 35              | 1               | 5               |
| Sri Lanka            | 79              | 38              | 37              | 1               | 3               |
| Zimbabwe             | 30              | 21              | 8               | 0               | 1               |
| vs Associate Members |                 |                 |                 |                 |                 |
| Africa Orientale     | 1               | 1               | 0               | 0               | 0               |
| Canada               | 2               | 2               | 0               | 0               | 0               |
| Kenya                | 2               | 2               | 0               | 0               | 0               |
| Namibia              | 1               | 1               | 0               | 0               | 0               |
| Paesi Bassi          | 7               | 7               | 0               | 0               | 0               |
| Scozia               | 5               | 3               | 1               | 0               | 1               |
| Emirati Arabi Uniti  | 1               | 1               | 0               | 0               | 0               |
| Totale               | 814             | 406             | 368             | 9               | 31              |

### T20I
Aggiornato al 10 giugno 2025 
| Nazionale            | P               | W               | L               | T               | NR              |
| vs Full Members      | vs Full Members | vs Full Members | vs Full Members | vs Full Members | vs Full Members |
| -------------------- | --------------- | --------------- | --------------- | --------------- | --------------- |
| Afghanistan          | 3               | 3               | 0               | 0               | 0               |
| Australia            | 26              | 12              | 12              | 0               | 2               |
| Bangladesh           | 4               | 1               | 3               | 0               | 0               |
| India                | 29              | 12              | 17              | 0               | 0               |
| Indie Occidentali    | 38              | 19              | 18              | 0               | 1               |
| Irlanda              | 2               | 0               | 1               | 0               | 1               |
| Nuova Zelanda        | 27              | 15              | 10              | 1               | 1               |
| Pakistan             | 31              | 20              | 9               | 1               | 1               |
| Sudafrica            | 26              | 12              | 13              | 0               | 1               |
| Sri Lanka            | 14              | 10              | 4               | 0               | 0               |
| Zimbabwe             | 1               | 1               | 0               | 0               | 0               |
| vs Associate Members |                 |                 |                 |                 |                 |
| Namibia              | 1               | 1               | 0               | 0               | 0               |
| Oman                 | 1               | 1               | 0               | 0               | 0               |
| Paesi Bassi          | 2               | 0               | 2               | 0               | 0               |
| Scozia               | 1               | 0               | 0               | 0               | 1               |
| Stati Uniti          | 1               | 1               | 0               | 0               | 0               |
| Totale               | 207             | 108             | 89              | 2               | 8               |